# Сілвасса
Сілвасса (маратхі सिल्वासा, гудж. સેલ્વાસ) — столиця союзної території Дадра і Нагар-Хавелі у складі Індії.

## Демографія
На 2001 рік населення міста становило 21 890 осіб, 57% чоловіків і 43% жінок. Рівень грамотності 75%, вище, ніж середньонаціональний рівень у 59,5%; грамотність серед чоловіків становить 80%, серед жінок 68%.
15% населення — діти до 6 років.
Основні мови — маратхі та гуджараті.
У Сілвассі проживає значна кількість католицьких християн, оскільки ця територія поряд з Гоа та Даман і Діу понад 400 років була португальською колонією.

## Промисловість
У місті розташована економічна зона, у якій знижені податки, внаслідок чого у Сілвассі розташовано багато фабрик та заводів різних промислових галузей.
Сілвасса вважається одним з найкращих місць для інвестицій в Індії.
| Індія | Це незавершена стаття з географії Індії. Ви можете допомогти проєкту, виправивши або дописавши її. |